# Miombokanarie
De miombokanarie (Crithagra reichardi; synoniem: Serinus reichardi) is een zangvogel uit de familie Fringillidae (vinkachtigen).

## Verspreiding en leefgebied
De soort komt voor in zuidelijk Congo-Kinshasa tot centraal Tanzania en noordelijk Mozambique.